# Komisariat Policji Poznań Stare Miasto
Komisariat Policji Stare Miasto (dawniej: Główny Urząd Celny) – jeden z zabytkowych reprezentacyjnych budynków urzędowych, zlokalizowany przy zachodniej pierzei Alei Marcinkowskiego 31 w centrum Poznania.

## Charakterystyka
Budynek dawnego pruskiego Urzędu Celnego wzniesiono w latach 1882–1885, według projektu Heinricha Kocha (budową kierował inspektor Otto Hirt). Obiekt nawiązuje stylowo do włoskiego wczesnego renesansu, w elewacji umieszczono m.in. toskańskie kolumny i terakotowo zdobione fryzy. Ceglany gmach charakteryzuje się spokojną, klasyczną formą. Po wojnie ceglane płaszczyzny pozbawione dekoracji otynkowano, co zmieniło wyraz architektoniczny budynku.
Według Marcina Libickiego obiekt zaprojektowano na mistrzowskim poziomie rzemiosła murarskiego.